# 唐仲英
唐仲英（英語：Cyrus Tang，1930年—2018年6月23日），美国华裔企业家和慈善家，唐氏工业集团董事长。

## 生平
1930年出生在苏州吴江區盛泽镇，父亲是企业家唐炳麟，后因日本发动侵华战争追随父亲迁去重庆，1950年经过香港辗转来到美国。 毕业于威得恩大学和伊利诺伊理工学院。1960年开始经商，1964年创建钢铁服务公司，之后在美国陆续成立或收购多家公司，大多涉及钢铁和家具产业，被誉为“钢铁大王”。
于2018年6月23日在美国拉斯维加斯逝世，享年88岁。

## 慈善
唐仲英热心慈善事业，1995年成立「唐氏基金会」，包括“唐仲英基金会（中国）”、“唐仲英基金会（美国）”和“唐氏中药研究基金会”。

### 唐仲英基金会（中国）
中国基金会已在中国捐款超8.8亿元人民币；其中85%投入教育事业，其余15%用于公益事业。
1998年设立“唐仲英德育奖学金”，累计奖励八千多名品学兼优（以品为重）、家境贫困且热心公益的优秀大学生，学生来自清华大学、北京大学、复旦大学、上海交通大学、浙江大学、南京大学、北京师范大学、重庆大学、四川大学、苏州大学、安徽大学、西安交通大学、西北大学、中国科学技术大学、西北农林科技大学、南京农业大学、东南大学、山东大学、南京医科大学、西安理工大学、南京中医药大学等21所高校和江苏省苏州市吴江区等1个地区。
2006年设立“唐仲英爱心奖学金”，奖励尊师重道，乐于助人的初中生。2007年9月扩增到高中生。截止2015年累计奖励学生63262名。

### 唐仲英基金会（美国）
他已经累计捐赠超过1.5亿美元善款，涉及医疗、教育、社区活动、交流项目等。最初计划包括10,000名中国学生学者，中国数以百计的学校和医院，出资搭建百人会，设立兰德公司亚太政策中心，唐氏中美关系研究所，亚洲协会—南加州中心，提供斯坦福大学乡村教育行动项目支持等等。

### 唐氏中药研究基金会
设立芝加哥大学唐氏中药研究中心和中国中医科学院中药研究所唐氏中药研究中心。 2015年菲尔德自然史博物馆开辟了唐仲英中国馆。